# Kansas City Memorial Hall
Kansas City Memorial Hall é uma arena multi-uso localizado em Kansas, Estados Unidos. Tem auditório de 3.500 lugares, com palco permanente, e é utilizado para assembléias públicas, shows e eventos esportivos.
Abriga eventos da maior organização de MMA dedicada exclusivamente às mulheres nos Estados Unidos, o Invicta FC.  Alguns eventos de MMA ocorridos: Em 20 de novembro de 2009, Strikeforce Challengers: Woodley vs. Bears. Em 28 de abril de 2012,  Invicta FC 1: Coenen vs. Ruyssen. Em 28 de julho de 2012,Invicta FC 2: Baszler vs. McMann. Em 6 de outubro de 2012, Invicta FC 3: Penne vs. Sigiyama. Em 5 de janeiro de 2013, Invicta FC 4: Esparza vs. Hyatt
Foi o local da última performance da cantora de country americano Patsy Cline em público, durante um concerto beneficente em 3 de março de 1963 - dois dias antes de sua morte em um acidente de avião em Camden, Tennessee, a caminho de Nashville, Tennessee, de Kansas City.
Durante a Dressed to Kill Tour de 1975, a banda de rock Kiss fez sua estréia em Kansas City no local, em 13 de abril de 1975. Sua única aparição no local, a banda abriu para a banda de rock holandesa Golden Earring.
A banda de rock americana REO Speedwagon gravou partes de seu primeiro álbum ao vivo, Live: You Get What You Play For (1977) no local em 31 de outubro de 1976, incluindo a faixa de encerramento do álbum "Golden Country".